# 丁佩
丁珮（1947年2月19日—），原名唐美麗，女，台灣电影演员，活躍於1970年代。丁珮1973年因功夫演員李小龙意外猝逝於其寓所內而声名大噪。

## 生平

### 背景
丁珮籍貫北平市，出生於台北市，舅爺是「東北王」，人稱「張少帥」的奉系軍閥首領張學良(稱舅爺的原因為外公堂兄弟鮑毓才（英麟）娶張作霖長女張冠英)，外公鲍毓麟是軍閥時代的奉系軍閥將領，曾出任北平市警察局局長，父系三代則都是醫生。

### 演藝生涯
1967年加盟邵氏公司，她所主演的多為美艷角色，代表作有《應召女郎》、《一代巨星》、《雙星報喜》等。

### 爭議
1973年7月20日李小龙晚間突然猝逝在丁珮的所在的寓所內，導致眾多矛頭都指向丁珮。事後丁珮亦與邵氏合作拍攝電影《李小龍與我》時，進一步現身說法。

### 家庭
她1976年与香港電影出品人向華強结婚，婚內育有一女向咏恆（又名向均羚），於1980年离婚。

### 皈依佛教
1980年代初脫離影圈后，開始篤信佛教，此後行為十分低調。

## 電影
- 《蚵女》1964年
- 《紫貝殼》1967年
- 《釣金龜》1968年
- 《應召女郎》
- 《14女英豪》1972年
- 《一代巨星》
- 《李小龍與我》1976年
- 《雙星報喜》 （香港無綫電視節目 - 嘉賓）
- 《鬼馬雙星》
- 《打雀英雄傳》1981年
- 《花街時代》

## 出版書籍
- 2015年，《李小龍和我的舊時光：半生修行，一生懷念》，ISBN　9787807699606

## 外部連結
- 丁珮在互联网电影资料库（IMDb）上的資料（英文）
- 丁珮在香港影庫上的簡介
- 丁珮在豆瓣上的资料（简体中文）
- 丁珮在时光网上的簡介（简体中文）
- 丁珮：中文電影資料庫 （页面存档备份，存于）